# آلانا يوكيتش
آلانا يوكيتش (من مواليد 27 يناير 1998) لاعبة ألعاب قوى وعارضة أزياء أسترالية من أصل كرواتي متخصصة في سباق 400 متر حواجز. تم اختيارها كجزء من الفريق الأسترالي لسباقات التتابع العالمية لألعاب القوى 2024 في ناسو، جزر الباهاما. في يونيو 2024، سجلت أفضل زمن شخصي لها في سباق 400 متر حواجز بزمن 55.15 ثانية أثناء محاولتها تحقيق التأهل الأولمبي، حيث تنافست في خمس دول مختلفة في ستة عشر يومًا. في يوليو 2024، تم اختيارها للمشاركة في الألعاب الأولمبية الصيفية 2024 في باريس.